# Campionat d'Espanya de ral·lis motociclistes
El Campionat d'Espanya de ral·lis motociclistes (en castellà, Campeonato de España de Rally), regulat per la federació espanyola de motociclisme (RFME, Real Federación Motociclista Española), va ser la màxima competició de la disciplina motociclista dels ral·lis que es va disputar a l'estat espanyol. Instaurat el 1984, el campionat es va celebrar regularment fins al 1995. Els ral·lis en motocicleta, basats en el mateix concepte que els automobilistes, premien la regularitat d'un sol pilot (o d'un equip de dos) al llarg d'un llarg recorregut per carreteres normalment obertes al trànsit que es tanquen per a l'ocasió. Els participants surten d'un en un i han de completar l traçat en un temps preestablert. El recorregut consta de trams cronometrats i seccions d'enllaç. Alguns ral·lis destacats que es varen celebrar a Catalunya fins a la dècada del 1980 varen ser la Volta a Catalunya i la Volta al Vallès.
Cal no confondre aquest campionat amb la Copa d'Espanya de Motoral·li, un complement del Campionat d'Espanya de Raids TT que es va celebrar entre el 2005 i el 2007.

## Llista de guanyadors
| Edició | Any  | Campió                             | Motocicleta   | Categoria           |
| ------ | ---- | ---------------------------------- | ------------- | ------------------- |
| I      | 1984 | Jordi-Lluís Boquet                 | BMW           | +125 a 1300cc       |
| II     | 1985 | Xavier Boquet - Jordi-Lluís Boquet | BMW           | +125 a 1300cc       |
| III    | 1986 | Lluís Garriga                      | Yamaha        | +125 a 1300cc       |
| IV     | 1987 | Jordi Vila                         | BMW           | +125 a 1300cc       |
| V      | 1988 | Jordi Vila - S. Pascual            | Yamaha        | +125 a 1300cc       |
| VI     | 1989 | J. Román - J. Jardí                | ?             | +500cc              |
| VII    | 1990 | Ramon Galí - J. Macia              | Husaberg      | 250 a 1200cc Sènior |
| VIII   | 1991 | Ignasi Bultó - Álvaro Bultó        | Cagiva        | Sènior              |
| IX     | 1992 | Borja Gibernau - Joan Bultó        | Marsimoto-KTM | Sport               |
| X      | 1993 | Felip Escriche                     | Kawasaki      | Grup A Sènior       |
| XI     | 1994 | Àlex Samsó                         | Kawasaki      | Grup A Sènior       |
| XII    | 1995 | Josep Maria Busquets               | Yamaha        | -                   |

1. ↑  En cas d'haver-se'n convocat més d'una, es llisten només els campions en la categoria superior.